# كوبا ليبرتادوريس 2023
كوبا ليبرتادوريس 2023 هي النسخة الـ 64 لبطولة كوبا ليبرتادوريس، وهي بطولة كرة القدم الأولى للأندية في أمريكا الجنوبية التي ينظمها اتحاد أمريكا الجنوبية لكرة القدم (كونميبول).
ستقام المباراة النهائية على ملعب ماراكانا في ريو دي جانيرو بالبرازيل في 4 نوفمبر 2023 ، كما أعلن رئيس اتحاد أمريكا الجنوبية لكرة القدم أليخاندرو دومينغيز في 8 مارس 2023.
سيحصل الفائزون في كأس ليبرتادوريس 2023 على حق اللعب ضد الفائزين في كوبا سود أمريكانا 2023 في ريكوبا سود أمريكانا 2024. كما سيتأهلون تلقائيًا إلى نهائيات كأس العالم للأندية 2023 و2025 ومرحلة المجموعات في كوبا ليبرتادوريس 2024.
فلامنغو هو حامل اللقب.